# جراد برو
جراد برو (بالإنجليزية: Jarrad Prue)‏ مواليد 11 فبراير 1982، هو لاعب كرة سلة أسترالي بدأ مسيرته الاحترافية في سنة 2003 ويحمل الرقم 14.